# José Rui de Pina Aguiar
José Rui de Pina Aguiar, meglio conosciuto come Zé Rui (Praia, 6 novembre 1964), è un ex calciatore e allenatore di calcio capoverdiano, di ruolo difensore.